# Меморіал «Багнет і вітрило»
«Багнет і вітрило» (рос. Штык-парус) — монумент у Кришталевій бухті Севастополя. Саме з цього мису було дано перший салют на честь звільнення Севастополя у травні 1944 року. Не занесений до реєстру пам'яток міста, проте є впізнаваним символом.

## Історія
8 травня 1965 року Президія Верховної Ради СРСР постановила вручити місту орден Леніна і медаль «Золота Зірка». На той час Севастополь уже був містом-героєм (з 1 травня 1945 року), проте постанова підтвердила цей статус.
На честь цього на мисі Кришталевий 3 листопада 1977 відкрили обеліск. Це було звичайною практикою для радянських міст, подібні споруди є в кожному місті-герої. Монумент у Севастополі виявився найбільшим. Володимир Шавшин стверджував, що обеліск створювали «поспішно, до чергового ювілею — 60-річчя Великого Жовтня. Виконаний у вигляді стилізованого багнета й вітрила з монолітного залізобетону, облицьований альмінською плиткою, за задумом авторів, символізує співдружність армії і флоту».
Споруда стоїть на грандіозному фундаменті, висота обеліска — 60 метрів. У 1978 році біля нього встановили гармати часів Першої оборони, які згодом перемістили до музею. Недосконалість технологій будівництва призвела до часткового облущення монумента на початку XXI століття. У 2010 році висували ідеї щодо знесення обеліска. На його місці міг опинитися оглядовий майданчик.

### Архітектура

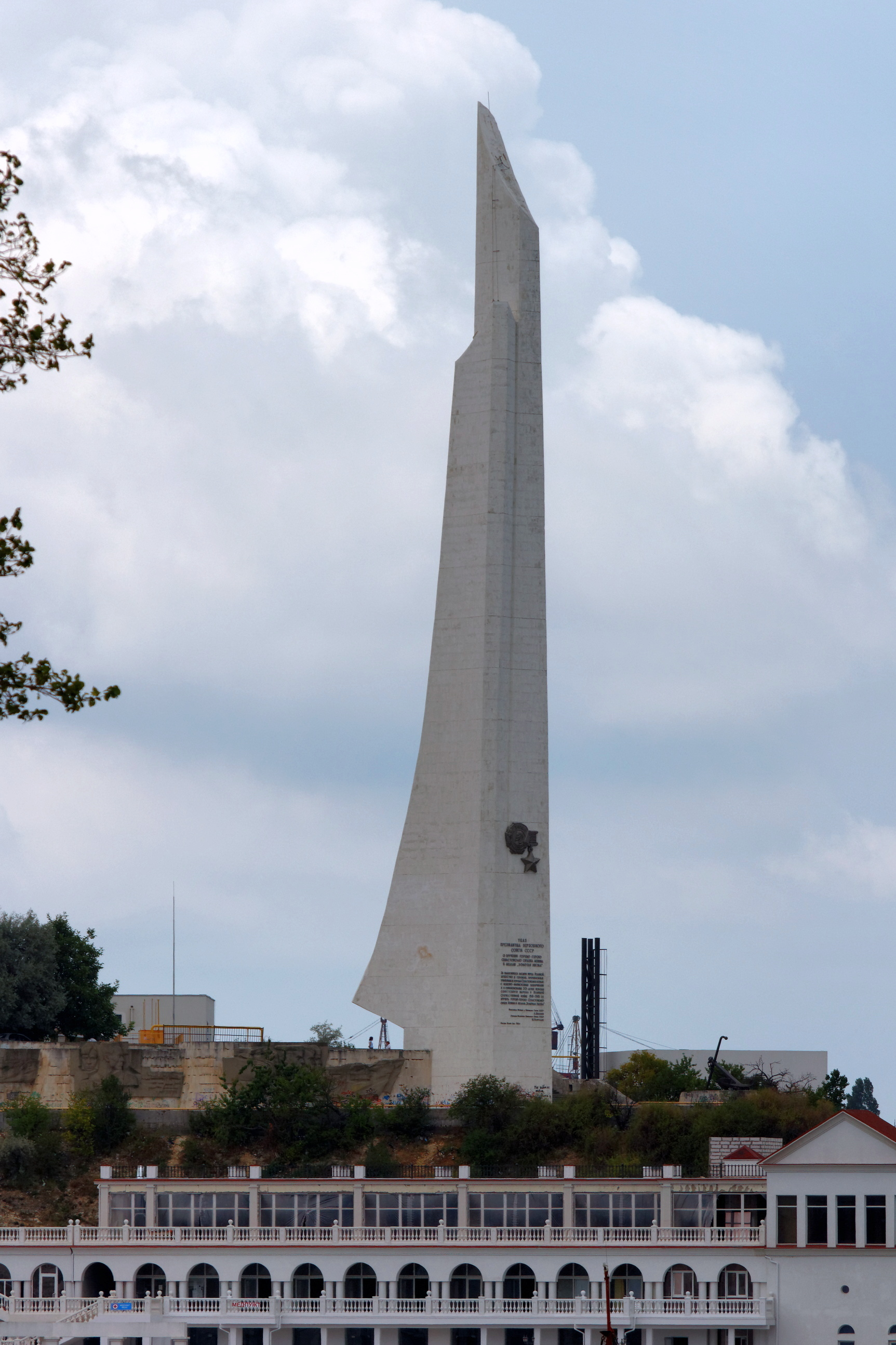
Багнет і вітрило

На монументі викарбувано наказ про нагородження міста нагородами, та, власне, самі нагороди — орден Леніна та Червона зірка. Остання також була увічнена на гербі міста. На одному із двох оглядових майданчиків також є барельєфи, виконані в дусі пізнього соціалістичного реалізму.
|  | НАКАЗ ПРЕЗИДІЇ ВЕРХОВНОЇ РАДИ СРСР ПРО ВРУЧЕННЯ МІСТУ-ГЕРОЮ СЕВАСТОПОЛЮ ОРДЕНА ЛЕНІНА І МЕДАЛІ «ЗОЛОТА ЗІРКА» За видатні заслуги перед Батьківщиною, мужність і героїзм, виявлені трудящими міста Севастополя в боротьбі з німецько-фашистськими загарбниками, і на відзначення 20-річчя перемоги радянського народу у Великій Вітчизняній війні 1941–1945 рр. вручити місту-герою Севастополю орден Леніна і медалі «Золота Зірка». Голова Президії Верховної Ради СРСР А. Мікоян Секретар Президії Верховної Ради СРСР М. Георгадзе Москва, Кремль. 8 травня 1965 Оригінальний текст (рос.) УКАЗ ПРЕЗИДИУМА ВЕРХОВНОГО СОВЕТА СССР О ВРУЧЕНИИ ГОРОДУ-ГЕРОЮ СЕВАСТОПОЛЮ ОРДЕНА ЛЕНИНА И МЕДАЛИ «ЗОЛОТАЯ ЗВЕЗДА» За выдающиеся заслуги перед Родиной, мужество и героизм, проявленные трудящимися города Севастополя в борьбе с немецко-фашистскими захватчиками, и в ознаменование 20-летия победы советского народа в Великой Отечественной войне 1941–1945 гг. вручить городу-герою Севастополю орден Ленина и медали «Золотая Звезда». Председатель Президиума Верховного Совета СССР А. МИКОЯН Секретарь Президиума Верховного Совета СССР М. ГЕОРГАДЗЕ Москва, Кремль. 8 мая 1965 г. |

Скульптори — І. В. Макогон, С. А. Чиж, архітектори — О. І. Баглій, Є. П. Вересов, М. Г. Катернога, І. Г. Шамседінов, А. Л. Шеффер.